# Lürən
Lürən è un comune dell'Azerbaigian situato nel distretto di Masallı. Conta una popolazione di 869 abitanti.